# (31571) 1999 FY20
1999 FY20 (asteroide 31571) é um asteroide da cintura principal. Possui uma excentricidade de 0.03773570 e uma inclinação de 3.44515º.
Este asteroide foi descoberto no dia 25 de março de 1999 por Klet em Kleť.